# Sigrid Schaller
Sigrid Schaller (* 31. Oktober 1941 in Berlin als Sigrid Busse; † 7. Januar 2024 in Halle (Saale)) war eine deutsche Architektin, die in der DDR sowie nach der Wende in der Bundesrepublik Deutschland wirkte.

## Biografie
Sie wurde als Tochter einer Strickmeisterin und eines Zahnarztes im Zweiten Weltkrieg in Berlin geboren. Nach dem Krieg wuchs sie in Thüringen auf. In den Jahren 1960 bis 1962 machte sie eine Lehre als Möbeltischlerin. Anschließend studierte sie von 1962 bis 1967 an der Hochschule für industrielle Formgestaltung Burg Giebichenstein Architektur. Bei ihrem Abschluss 1967 war sie bereits Mutter eines drei Jahre alten Sohnes. Kurz danach war sie Teil des Teams, das zwei 20-geschossige Wohnhochhäuser für den Thälmannplatz (heute: Riebeckplatz) in Halle entwarf. Bei diesen für die Stadtsilhouette prägenden Bauten wurde erstmals in der DDR ein Stahlskelett im Wohnungsbau angewendet.

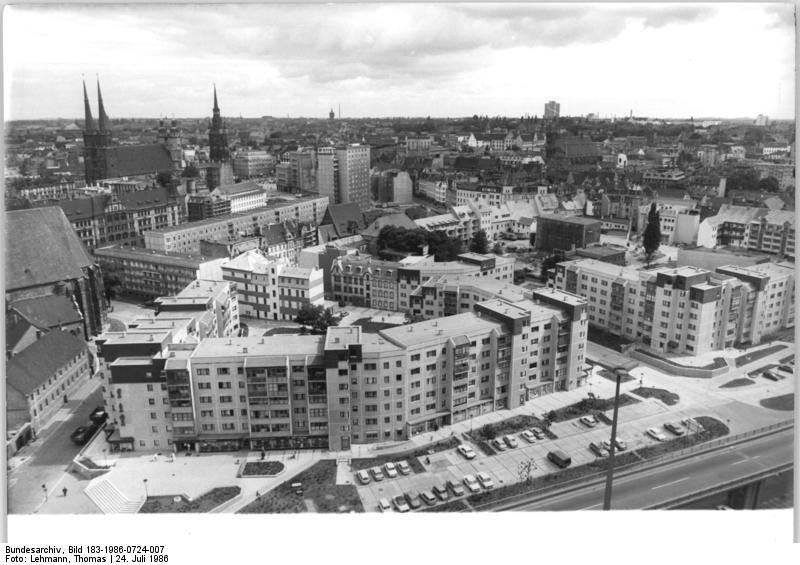
Brunos Warte

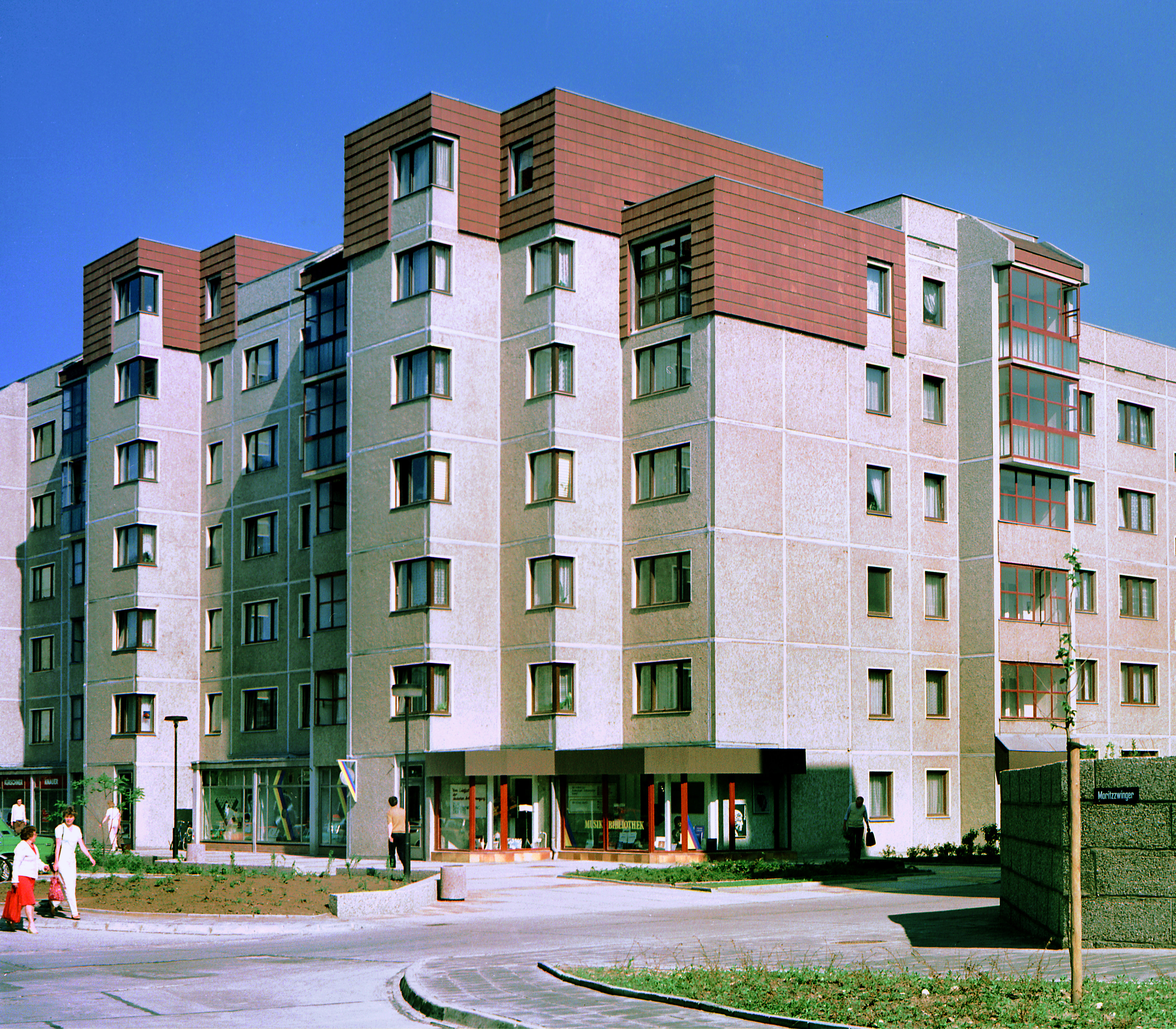
Brunos Warte

Als Projektingenieurin arbeitete sie zwischen 1967 und 1977 in der Abteilung Projektierung und Technologie im Bau- und Montagekombinat Chemie. Dort realisierte sie Gewerbebauten für die Chemieindustrie, wie die Zeltfabrik in Pouch. Ab dem Jahr 1978 wechselte sie als Architektin und Gruppenleiterin Entwurf in das Wohnungsbaukombinat Halle, wo ihr anspruchsvolle Wohnbauprojekte übertragen wurden. Ein Aufgabenschwerpunkt bestand in der Integration des standardisierten Fertigteilbaus in die alten Stadtstrukturen, also darin, einen modifizierten Plattenbau zu entwickeln. Dies erfolgte vor dem Hintergrund der großen wirtschaftlichen Einschränkungen beim Bauen in der DDR.
Für die städtebauliche und architektonische Qualität des Centrum Warenhauses in Halle erhielt sie 1981 den Architekturpreis des Bezirkes. Gelobt wurde der Entwurf für das Wohngebiet Brunos Warte (auch Brunoswarte, Bruns-Warte), erstes Baugebiet innerhalb des Stadtkerns von Halle, das im Kollektiv mit Wulf Brandstädter, Uwe Graul und Rüdiger Thäder entstand. Schaller entwickelte Turm-, Erker- und Balkonelemente, die die Einzelgebäude untergliederten und so die Form und Proportion der ehemaligen historischen Bebauung aufnahmen. Das Projekt wurde 1986 mit dem Architekturpreis der DDR ausgezeichnet. Nach dem gleichen Grundprinzip gestaltete sie das Wohngebiet Großer Berlin, das eine barocke Platzanlage abschließt. Bei den Baulückenschließungen in der Klement-Gottwald-Straße (jetzt: Leipziger Straße) stellte Schaller erstmals einen direkten Bezug auf die Fassadengestaltung in historischen Straßenräumen her. Sie variierte Klinkerverblendungen im Wechsel mit ausgemauerten Rahmenelementen und bezog sich damit direkt auf benachbarten historischen Fassaden. Nach ähnlichen Prinzipien setzte sie 1987/88 die Neubebauung der Nordseite des Alten Markts in Halle um.
Nach der Wende 1989/90 gehörte Sigrid Schaller zu den ersten selbstständigen Architekten und Architektinnen. Sie engagierte sich in der Architektenkammer und wurde in den BDA berufen. Gemeinsam mit Ralf Niebergall schuf sie Kirchen und Altenpflegeheime und sanierte denkmalgeschützte Gebäude. Ab 2007 führte sie das Architekturbüro allein weiter und war bis ins hohe Alter tätig. Sie erlernte spät noch das CAD-Konstruieren.

## Projekte (Auswahl)

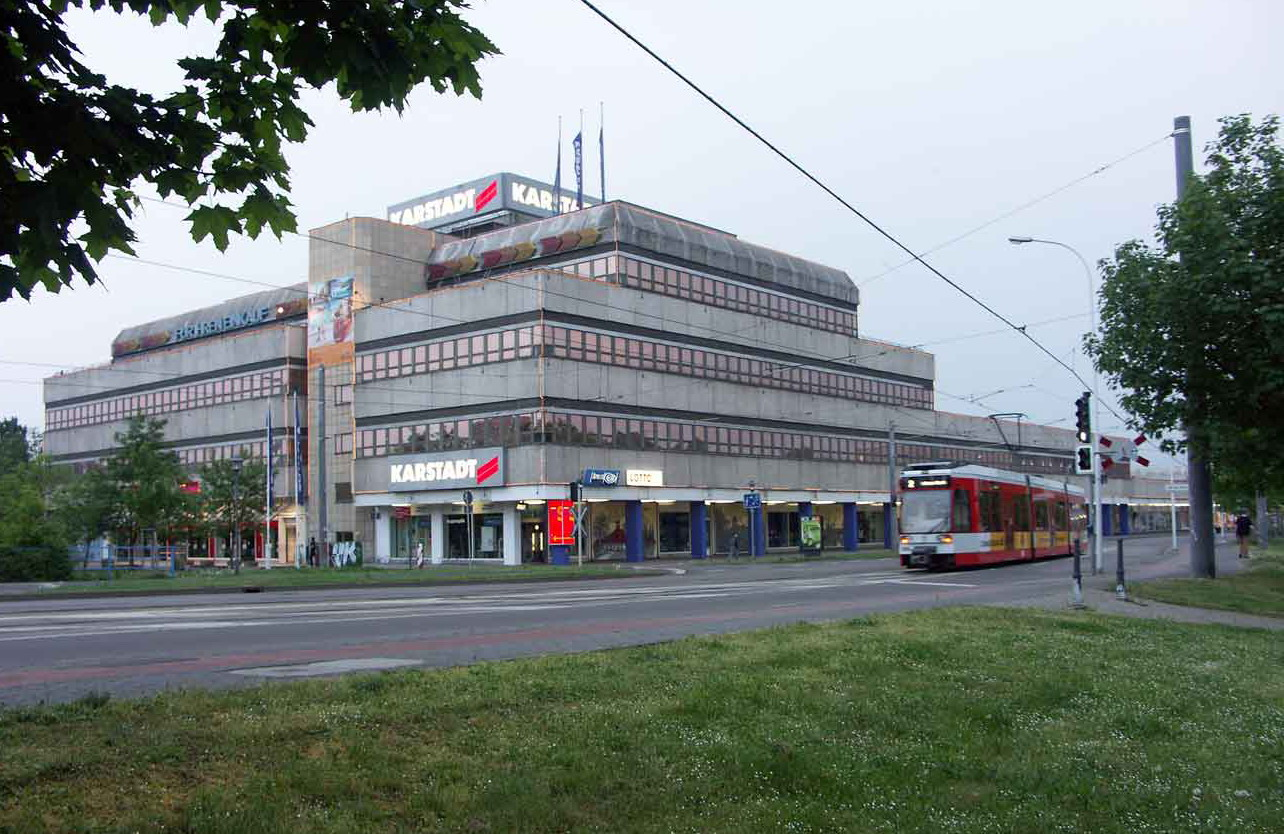
Ehemaliges Centrum Warenhaus Halle

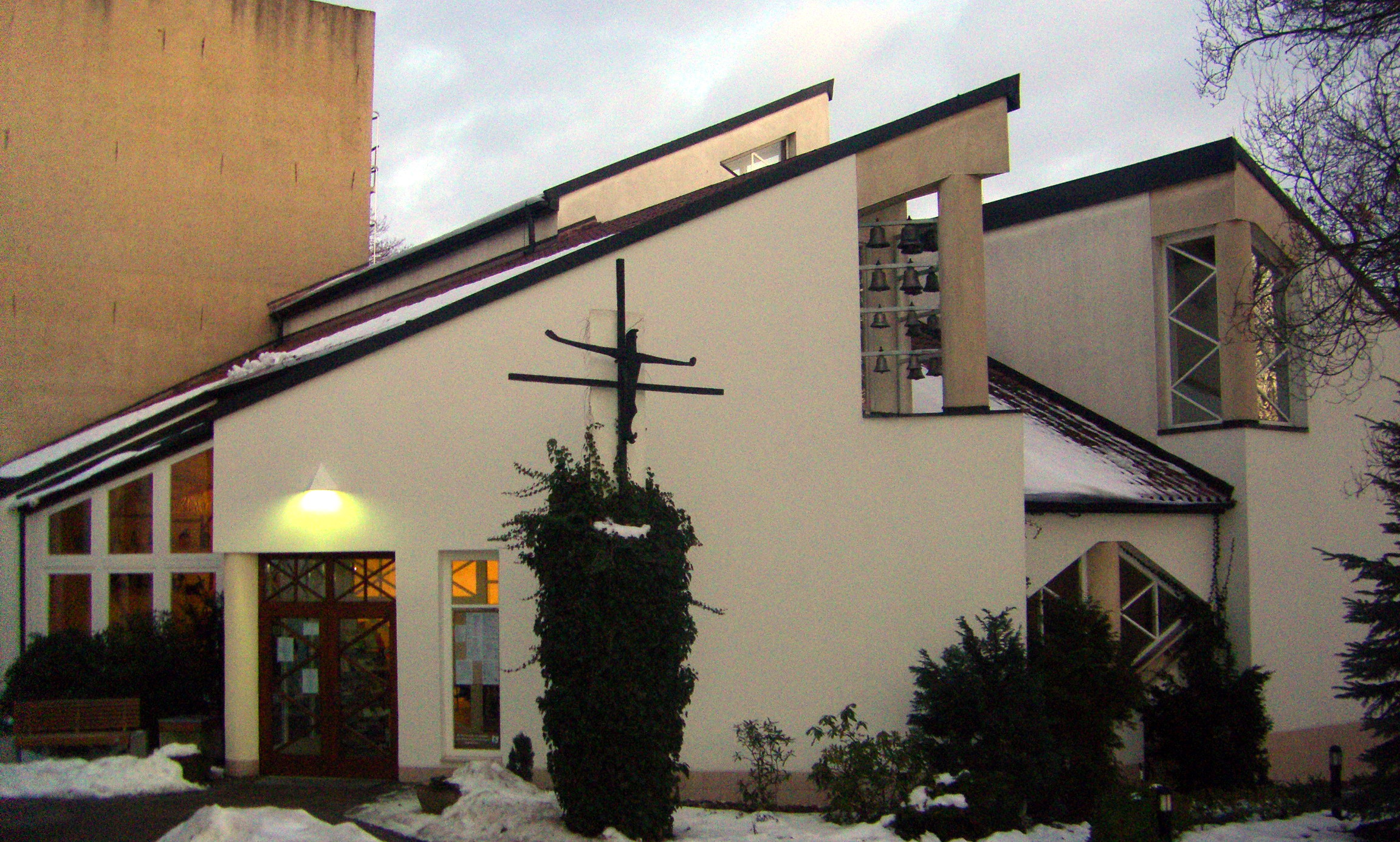
Heilig-Kreuz-Kirche Halle (2010)

- 1968–70 Wohnhochhäuser am Thälmannplatz, Halle (Saale)
- 1979 Azetylenwerk, Halle (Saale)
- 1981 Centrum Warenhaus, Halle (Saale)
- 1984/85 Wohngebiet Brunos Warte, Halle (Saale)
- 1987/88 Wohnhausreihe am Alten Markt, Halle (Saale)[6]
- 1990/91 Heilig-Kreuz-Kirche, Gütchenstraße 21, Halle (Saale)

## Schriften
- Lückenschließung in der Klement-Gottwald-Straße, in: Architektur der DDR, Nr. 6, 1986, S. 342f.
- Umgestaltung des innerstädtischen Baugebietes Großer Berlin in Halle, in: Architektur der DDR, Nr. 6, 1986, S. 344f.
- Am Alten Markt in Halle, in: Farbe und Raum, Nr. 4, 1989, S. 106.